# Belladonna (skådespelare)
Michelle Anne Sinclair, född 21 maj 1981 i Biloxi i Mississippi, är en amerikansk före detta porrskådespelerska och regissör verksam under artistnamnet Belladonna. Hon syntes i pornografiska filmproduktioner mellan 1999 och 2012 och var verksam som regissör fram till 2022. Efter en framgångsrik pornografisk karriär, där hon 2011 valdes in i AVN Hall of Fame, har hon även medverkat i flera produktioner i andra filmgenrer. 

## Biografi

### Uppväxt
Sinclair växte upp i Utah, som det andra av sju barn i en mormonfamilj. Hennes far var en pensionerad flygkapten och före detta biskop i mormonkyrkan.

### Pornografisk karriär
2000 flyttade Sinclair till Los Angeles för att bli nakenmodell, varefter hon inträdde i porrfilmbranschen under artistnamnet Belladonna. Tidigt hade hennes filmer fokus på BDSM-liknande scener, och hennes karriär utvecklades som en av den nya generationens pornografiska "stjärnor".
Därefter har Belladonna synts i över 400 pornografiska produktioner, med titlar som  Service Animals 6 & 7, She-Male Domination Nation, Bella Loves Jenna, Back 2 Evil, Weapons of Ass Destruction och Fashionistas Safado: The Challenge. Hon medverkade under karriären flitigt på produktioner hos bolag som Anabolic Video (2000–2009), Elegant Angel (2001–2006), Evil Angel (2001–2013), Vivid (2000–2011) och West Coast Productions (2001–2010). 2002 medverkade hon i den prisbelönta och BDSM-fokuserade produktionen Fashionistas, regisserad av John Stagliano.
Andra regissörer som Belladonna samarbetade med under karriären inkluderar Nacho Vidal, Jules Jordan och Rocco Siffredi. I början av 2000-talet hade Belladonna även en privat relation med Vidal.
Sinclair startade senare sitt eget produktionsbolag, från början avsett att endast producera lesbiska filmer. Hon gjorde bland annat flera filmer med namn som Ashley Blue, Catalina och Sasha Grey. Från 2006 producerade bolaget även filmer där manliga skådespelare medverkar.
2011 omnämndes Belladonna av CNBC som en av de tolv mest populära skådespelarna inom pornografisk film. Så dags hade hon minskat mängden framträdanden framför kameran, till förmån för regissörsarbeten. Filmer med Belladonna har fram till sommaren 2025 visats över 240 miljoner gånger på videoplattformen XVideos.

### Andra aktiviteter
Belladonna har på senare år synts i ett antal olika filmproduktioner utanför porrbranschen. 2014 medverkade hon i Paul Thomas Andersons långfilm Inherent Vice. Detta var två år efter att hon sagt sig avsluta sin medverkan i den pornografiska filmbranschen.

## Privatliv
Sinclair gifte sig med Aiden Kelly 2004 och födde i januari 2005 en dotter, Myla. Under sin graviditet fortsatte hon att medverka i filmer.

## Utmärkelser och erkännande (urval)[3]
- 2008 – invald i Nightmoves Hall of Fame
- 2009 – AVN Award för "Best All-Girl Three-Way Sex Scene" (för Girl Train 1), "Best Girl/Girl Sex Scene" och "Best Supporting Actress" (de två sista för (för Pirates II: Stagnetti's Revenge)
- 2011 – invald i AVN Hall of Fame
- 2012 – AVN Award för "Best Girl/Girl Sex Scene " (för Belladonna: The Sexual Explorer)
- 2013 – invald i XRCO Hall of Fame

2004 porträtterades Belladonna av Timothy Greenfield-Sanders i hans bok XXX: 30 Porn-Star Portraits och i filmen Thinking XXX.